# Buckhorn (Nowy Meksyk)
Buckhorn – jednostka osadnicza w Stanach Zjednoczonych, w stanie Nowy Meksyk, w hrabstwie Grant.